# Коханівська волость
Коханівська волость — історична адміністративно-територіальна одиниця Ананьївського повіту Херсонської губернії з центром у селі Коханівка.
Станом на 1886 рік складалася з 3 поселень, 3 сільських громад. Населення — 1592 особи (771 чоловічої статі та 821 — жіночої), 205 дворових господарств.
|                     | Площа, десятин | У тому числі орної, дес. |
| ------------------- | -------------- | ------------------------ |
| Сільських громад    | 603            | 445                      |
| Приватної власності | 9072           | 1310                     |
| Казенної власності  | —              | —                        |
| Іншої власності     | 120            | 40                       |
| Загалом             | 9795           | 1795                     |

Найбільше поселення волості:
- Коханівка — колишнє власницьке село за 12 верст від повітового міста, 1049 осіб, 138 дворів, православна церква.